# Ува (провінція)
Ува (синг. ඌව පලාත Uva Palata, там. ஊவா மாகாணம் Uva Maakaanam, англ. Uva Province) - провінція Шрі-Ланки, восьма по населенню і четверта по площі. Складається з двох округів: Бадулла і Монерагала. Адміністративний центр - місто Бадулла. Межує з Східною, Центральною і Південною провінціями і провінцією Сабарагамува. Не має виходу до моря, будучи однією з чотирьох внутрішніх провінцій острова.
Площа провінції становить 8500 км²  . Площа суші - 8335 км² . Площа водної гладі - 165 км² .
Пам'ятками провінції вважаються водоспади Данхінда, Даіялума (висота якого 220 метрів), Равана, національні парки Яла (що знаходиться також у Південній та Східній провінціях) і Гал-Оя (що знаходиться також у Східній провінції). Пагорби Гол-Оя і гори Центрального масиву, в оточенні яких і лежить улоговина Ува, протиставляються іншим рівнинним частинам провінції. Річки Махавелі-Гангу і Менік-Оя, і водосховища Сененаяке-Самудра і Мадуро-Оя є головними річковими шляхами сполучення.
У провінції знаходяться знамениті плантації чаю Ува .

## Транспорт
Провінція має досить розвинену дорожню мережу, в тому числі і в гірській частині, зокрема тут проходять траси А-2, А-4, А-5, А-16, А-23, А-25, А-26. У гірській частині провінції прокладена залізниця, що з'єднує місто Бадулла із західними та центральними регіонами. Аеропортів на території провінції немає. Найближчі це міжнародний аеропорт року Хамбантота південніше і аеропорт міста Ампара східніше.

## Національні парки
У провінції є наступні національні парки:
- Яла - знаходиться також у Південній та Східній провінціях
- Гал-Оя - знаходиться також в Східній провінції
- Лунугамвехера[en] - знаходиться також у Південній провінції
- Мадуро-Оя[en] - знаходиться також в Східній провінції
- Вікторія Ранденегала Рантембе санктуарій - знаходиться також у Центральній провінції
- Плато Гортона - знаходиться також у Центральній провінції і провінції Сабарагамува
- Уда-Валаве - знаходиться також в провінції Сабарагамува

## Округу
Провінція розділена на 2 округи:

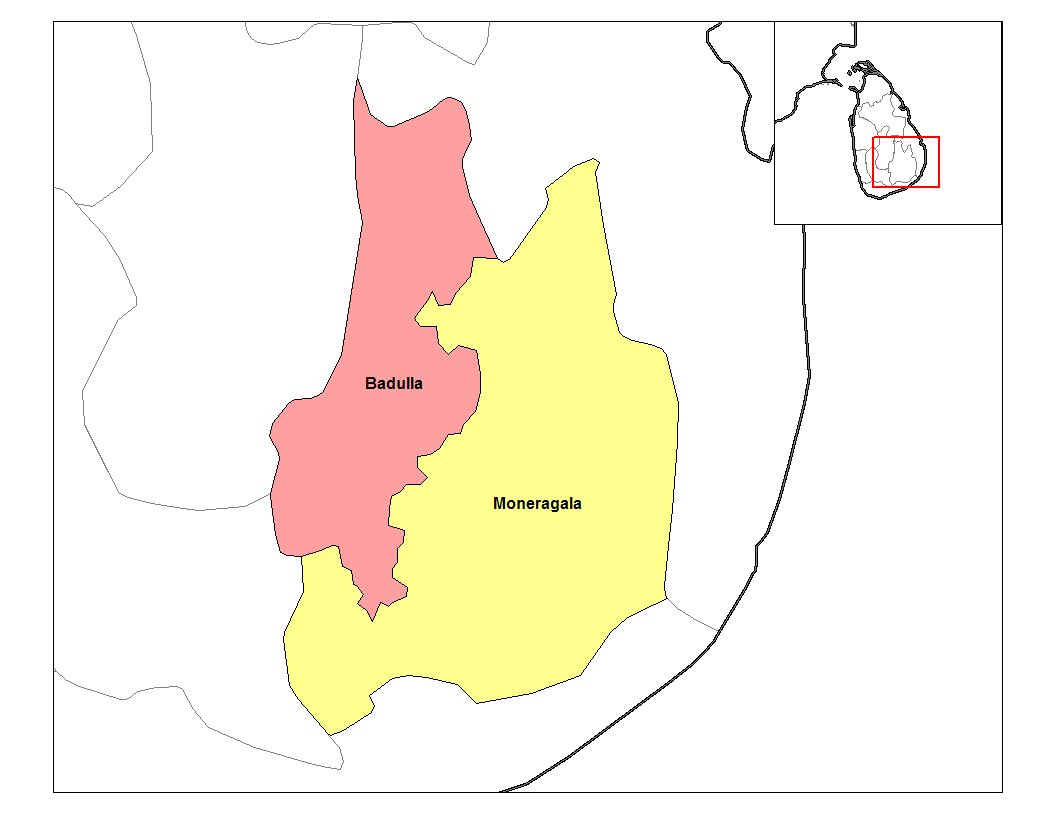
Округи провінції Ува

- Бадулла з адміністративним центром в однойменному місті. Площа 2861 км² (восьме місце за площею серед округів Шрі-Ланки) - третина площі провінції. Населення - 811 225 осіб (10-е місце по країні) - дві третини від загального населення провінції (2012). Щільність населення - 283,55 осіб на квадратний кілометр (12-е місце по країні) - вдвічі вище ніж по провінції, але все одно менше ніж у середньому по країні (на 10%). При меншій площі, тут зосереджено більшість населення, і все це незважаючи на гірський рельєф округу, що пов'язано з родючістю цих ґрунтів.

| Релігія        | Чисельність (чол.) | % Від загальної чисельності |
| -------------- | ------------------ | --------------------------- |
| Буддисти       | 612944             | 69,08                       |
| Індуїсти       | 170673             | 19,24                       |
| Мусульмани     | 81020              | 9,13                        |
| Католики       | 16 396             | 1,85                        |
| Інші християни | 6187               | 0,70                        |

- Монерагала зі столицею в однойменному місті. Площа 5639 км² (2-е місце) - дві третини провінції, проте в 2012 році населення тут проживає лише третина - 448194 осіб (19-е місце по країні). Щільність населення - 79,48 людини на квадратний кілометр (двадцять третій, передостаннє місце по країні) - становить 54% від середньої по провінції і 26% від середньої по країні..